# Torneo femenino de la UEFA de clasificación para los Juegos Olímpicos de 2016
El torneo femenino de la UEFA de clasificación para los Juegos Olímpicos de 2016 fue un torneo cuadrangular de futbol femenino que determinó a la tercera selección de la UEFA clasificada al torneo femenino de fútbol de los Juegos Olímpicos de Río de Janeiro 2016. Fue disputado entre el 2 y el 9 de marzo de 2016 en la ciudad de Róterdam en los Países Bajos por las selecciones de los Países Bajos, Suecia, Suiza y Noruega.
Finalizado el torneo la selección femenina de Suecia logró el último cupo europeo a los Juegos Olímpicos de Río de Janeiro 2016.

## Clasificación
Las tres selecciones que avanzasen más lejos en la Copa Mundial Femenina de Fútbol de 2015, sin contar a la inelegible Inglaterra, quedarían automáticamente clasificadas para el torneo femenino de fútbol de los Juegos Olímpicos de Río de Janeiro 2016. De este modo se clasificaron tanto Alemania como Francia, pero al haber cuádruple empate en la lucha por el tercer cupo se realizará un torneo cuadrangular entre las selecciones empatadas.
| Selección | Selección               | Etapa en la que fue eliminada |
| --------- | ----------------------- | ----------------------------- |
| 1         | Inglaterra (inelegible) | Tercer puesto                 |
| 2         | Alemania                | Cuarto puesto                 |
| 3         | Francia                 | Cuartos de final              |
| 4         | Noruega                 | Octavos de final              |
| 5         | Países Bajos            | Octavos de final              |
| 6         | Suiza                   | Octavos de final              |
| 7         | Suecia                  | Octavos de final              |
| 8         | España                  | Primera fase                  |

|  | Selecciones clasificadas para los Juegos Olímpicos de 2016. |
|  | Selecciones clasificadas para el torneo de clasificación.   |

## Resultados
El 22 de julio de 2015 la UEFA confirmó los encuentros y la sede del torneo, los estadios están todavía por confirmar.
| Equipo       | PJ | PG | PE | PP | GF | GC | Dif | Pts |
| ------------ | -- | -- | -- | -- | -- | -- | --- | --- |
| Suecia       | 3  | 2  | 1  | 0  | 3  | 1  | +2  | 7   |
| Países Bajos | 3  | 1  | 1  | 1  | 6  | 8  | -3  | 4   |
| Noruega      | 3  | 1  | 0  | 2  | 5  | 4  | +1  | 3   |
| Suiza        | 3  | 1  | 0  | 2  | 5  | 6  | -1  | 3   |

| 2 de marzo de 2016 | Noruega | 0:1 (0:1) | Suecia | Stadion Woudestein, Róterdam |  |
|                    |         | Reporte   |        |                              |  |

| 2 de marzo de 2016 | Suiza | 3:4 (1:1) | Países Bajos | Kyocera Stadion, La Haya |  |
|                    |       | Reporte   |              |                          |  |

| 5 de marzo de 2016 | Noruega | 4:1 (1:0) | Países Bajos | Stadion Het Kasteel, Róterdam |  |
|                    |         | Reporte   |              |                               |  |

| 5 de marzo de 2016 | Suecia | 1:0 (1:0) | Suiza | Stadion Woudestein, Róterdam |  |
|                    |        | Reporte   |       |                              |  |

| 9 de marzo de 2016 | Suiza | 2:1 (1:1) | Noruega | Stadion Woudestein, Róterdam |  |
|                    |       | Reporte   |         |                              |  |

| 9 de marzo de 2016 | Países Bajos | 1:1 (1:0) | Suecia | Stadion Het Kasteel, Róterdam |  |
|                    |              | Reporte   |        |                               |  |